# کاگال
کاگال (به انگلیسی: Kagal) یک منطقهٔ مسکونی در هند است که در بخش کولهاپور واقع شده‌است. کاگال ۲۳٬۷۷۵ نفر جمعیت دارد و ۵۵۳ متر بالاتر از سطح دریا واقع شده‌است.